# 다카라즈카 가극단 19기생
다카라즈카 가극단 19기생은 1929년에 다카라즈카 가극단에 입단하여, 1930년 하나구미 공연 『봄의 춤』으로 초무대를 밟은 37명을 가리킨다. 당시에는 다카라즈카 소녀가극단이었다.

## 개요
이 기수에는 카미요 니시키, 카사이 키요노, 사쿠라 히사코라는 스타가 입단했다. 카미요는 전과 소속으로 가극단 이사도 맡았었다.

## 일람
입단 당시 성적순으로 정리되어있다.
| 예명              | 생일      | 출신지                       | 출신 학교                      | 예명의 유래                                                                                            | 애칭                               | 역할 | 퇴단년도 | 비고 |
| ----------------- | --------- | ---------------------------- | ------------------------------ | --- | ---------------------------------- | ---- | -------- | --- |
| 秋風多江子        | 10월 11일 | 효고현 고베시                |                                | 백인일수                                                                                               | 타마이씨                           | 남역 | 1944년   | |
| 아키카제 타에코   | 10월 11일 | 효고현 고베시                |                                | 백인일수                                                                                               | 타마이씨                           | 남역 | 1944년   | |
| 安土保子          | 3월 21일  |                              |                                | |                                    |      | 1937년   | |
| 아즈치 야스코     | 3월 21일  |                              |                                | |                                    |      | 1937년   | |
| 安宅関子          | 9월 16일  |                              |                                | | 미야짱                             | 여역 | 1937년   | |
| 아타카 세키코     | 9월 16일  |                              |                                | | 미야짱                             | 여역 | 1937년   | |
| 朝霧優子          | 8월 31일  |                              |                                | |                                    |      | 1937년   | |
| 아사기리 유코     | 8월 31일  |                              |                                | |                                    |      | 1937년   | |
| 千村克子          | 1월 21일  | 오사카부                     |                                | | 타케양, 키린, 타케상               | 남역 | 1946년   | |
| 치무라 카츠코     | 1월 21일  | 오사카부                     |                                | | 타케양, 키린, 타케상               | 남역 | 1946년   | |
| 藤花ひさみ        | 3월 28일  | 도쿄도 신주쿠구              | 오사카여자영어학교             | | 논짱, 카즈보우                     | 여역 | 1939년   | 남편 연출가 오카다 케이키치 |
| 후지하나 히사미   | 3월 28일  | 도쿄도 신주쿠구              | 오사카여자영어학교             | | 논짱, 카즈보우                     | 여역 | 1939년   | 남편 연출가 오카다 케이키치 |
| 二葉みちる        | 5월 14일  |                              |                                | 平井房人가 명명                                                                                        |                                    | 여역 | 1937년   | |
| 후타바 미치루     | 5월 14일  |                              |                                | 平井房人가 명명                                                                                        |                                    | 여역 | 1937년   | |
| 二見志摩子        | 7월 28일  |                              |                                | |                                    |      | 1937년   | |
| 후타미 시마코     | 7월 28일  |                              |                                | |                                    |      | 1937년   | |
| 初花蝶子          | 8월 14일  |                              |                                | |                                    |      | 1938년   | |
| 하츠하나 쵸코     | 8월 14일  |                              |                                | |                                    |      | 1938년   | |
| 濱野高子          |           |                              |                                | |                                    |      | 1932년   | |
| 하마노 타카코     |           |                              |                                | |                                    |      | 1932년   | |
| 華澤映子          | 4월 12일  | 오사카부                     |                                | | 오히사항, 오히사상                 | 여역 | 1942년   | 하나자와 에이코 (華澤榮子)로 개명                                                                                                 |
| 하나자와 에이코   | 4월 12일  | 오사카부                     |                                | | 오히사항, 오히사상                 | 여역 | 1942년   | 하나자와 에이코 (華澤榮子)로 개명                                                                                                 |
| 幾世みな子        | 11월 14일 |                              |                                | |                                    |      | 1934년   | |
| 이쿠요 미나코     | 11월 14일 |                              |                                | |                                    |      | 1934년   | |
| 磯崎浪江          |           |                              |                                | |                                    |      | 1932년   | |
| 이소자키 나미에   |           |                              |                                | |                                    |      | 1932년   | |
| 泉川美香子        | 1월 1일   | 오사카부 오사카시            |                                | | 츠지얀                             | 남역 | 1942년   | 본명 나카노 사다코 (中野貞子, 1914년 1월 1일 - 2014년 8월 5일), 100세의 나이로 사망.                                              |
| 이즈미카와 미카코 | 1월 1일   | 오사카부 오사카시            |                                | | 츠지얀                             | 남역 | 1942년   | 본명 나카노 사다코 (中野貞子, 1914년 1월 1일 - 2014년 8월 5일), 100세의 나이로 사망.                                              |
| 糸野玉子          | 10월 15일 |                              |                                | |                                    |      | 1932년   | |
| 이토노 타마코     | 10월 15일 |                              |                                | |                                    |      | 1932년   | |
| 神代錦            | 3월 18일  | 돗토리현 쿠라요시시          | 쿠라요시 세이토쿠 학교         | 백인일수                                                                                               | 이나짱, 靜いちゃん, 이나고, 챠가짱 | 남역 | 1989년   | 전시 중에는 카미요 니시키 (嘉美代錦)로 표기. 언니 타카사고 마츠코 (3) 조카 요요기 유카리 (26) 다카라즈카 가극단 이사 재단 중 사망 |
| 카미요 니시키     | 3월 18일  | 돗토리현 쿠라요시시          | 쿠라요시 세이토쿠 학교         | 백인일수                                                                                               | 이나짱, 靜いちゃん, 이나고, 챠가짱 | 남역 | 1989년   | 전시 중에는 카미요 니시키 (嘉美代錦)로 표기. 언니 타카사고 마츠코 (3) 조카 요요기 유카리 (26) 다카라즈카 가극단 이사 재단 중 사망 |
| 笠縫清乃          | 8월 6일   | 이와테현 하치만타이시        | 오타루고등여학교               | | 하카마                             | 남역 | 1942년   | 소노이 케이코 (園井恵子)로 개명. 배우                                                                                             |
| 카사이 키요노     | 8월 6일   | 이와테현 하치만타이시        | 오타루고등여학교               | | 하카마                             | 남역 | 1942년   | 소노이 케이코 (園井恵子)로 개명. 배우                                                                                             |
| 草路潤子          | 1월 26일  | 효고현 고베시                |                                | | 준짱                               | 여역 | 1941년   | |
| 쿠사지 준코       | 1월 26일  | 효고현 고베시                |                                | | 준짱                               | 여역 | 1941년   | |
| 川原いづみ        | 3월 3일   |                              |                                | |                                    |      | 1934년   | |
| 카와하라 이즈미   | 3월 3일   |                              |                                | |                                    |      | 1934년   | |
| 牧島勇子          | 8월 1일   | 오카야마현                   | 바이카고등여학교               | | 세노칭                             | 남역 | 1942년   | 야시로 케이코 (社敬子)로 개명. 남편 배우 니혼야나기 히로시 딸 배우 니혼야나기 토시에 딸 우시오 레이코 (52)                        |
| 마키시마 유코     | 8월 1일   | 오카야마현                   | 바이카고등여학교               | | 세노칭                             | 남역 | 1942년   | 야시로 케이코 (社敬子)로 개명. 남편 배우 니혼야나기 히로시 딸 배우 니혼야나기 토시에 딸 우시오 레이코 (52)                        |
| 紫香澄            |           |                              |                                | |                                    |      | 1931년   | |
| 무라사키 카스미   |           |                              |                                | |                                    |      | 1931년   | |
| 愛鶴千足          | 7월 24일  |                              |                                | |                                    |      | 1935년   | 언니 아지로기 와타루 (10) 언니 나오키 마유미 (16)                                                                                 |
| 마나즈루 치타루   | 7월 24일  |                              |                                | |                                    |      | 1935년   | 언니 아지로기 와타루 (10) 언니 나오키 마유미 (16)                                                                                 |
| 夏野陽子          | 1월 26일  |                              |                                | |                                    | 남역 | 1938년   | |
| 나츠노 요코       | 1월 26일  |                              |                                | |                                    | 남역 | 1938년   | |
| 高山梢            | 2월 5일   |                              |                                | |                                    |      | 1936년   | |
| 타카야마 코즈에   | 2월 5일   |                              |                                | |                                    |      | 1936년   | |
| 立松英子          | 8월 5일   |                              | 오사카부립오오테마에고등여학교 | | 소노짱                             | 남역 | 1939년   | 동생 스즈카 유미코 (20) |
| 타테마츠 에이코   | 8월 5일   |                              | 오사카부립오오테마에고등여학교 | | 소노짱                             | 남역 | 1939년   | 동생 스즈카 유미코 (20) |
| 八洲岸子          |           |                              |                                | |                                    |      | 1932년   | |
| 야시마 키시코     |           |                              |                                | |                                    |      | 1932년   | |
| 八重春代          | 1월 5일   |                              |                                | | 오호모리짱                         | 남역 | 1944년   | 남편 미츠이 코우지 |
| 야에 하루요       | 1월 5일   |                              |                                | | 오호모리짱                         | 남역 | 1944년   | 남편 미츠이 코우지 |
| 長門浦子          | 1월 4일   |                              |                                | |                                    |      | 1935년   | |
| 나가토 우라코     | 1월 4일   |                              |                                | |                                    |      | 1935년   | |
| 大空ひろみ        | 1월 1일   | 도쿄도 치요다구              | 쥬산진죠소학교                 | 메이지 천황의 어제(御製) 「あさみどり澄みわたりたる大空の広きを己が心ともがな」에서 쿠메 마사오가 명명 | 히로미짱                           | 여역 | 1939년   | |
| 오오조라 히로미   | 1월 1일   | 도쿄도 치요다구              | 쥬산진죠소학교                 | 메이지 천황의 어제(御製) 「あさみどり澄みわたりたる大空の広きを己が心ともがな」에서 쿠메 마사오가 명명 | 히로미짱                           | 여역 | 1939년   | |
| 沖知子            | 8월 26일  |                              |                                | |                                    |      | 1934년   | |
| 오키 토모코       | 8월 26일  |                              |                                | |                                    |      | 1934년   | |
| 櫻緋紗子          | 3월 15일  | 히로시마현 히로시마시 나카구 | 세이카고등여학교               | 요시노산에서 감상하고 감동했던 벚꽃이랑, 오쿠라 백인일수의 紀友則의 구절을 맞춤                        | 칸짱                               | 여역 | 1940년   | 사쿠라 히사코 (桜緋紗子)로 개명. 배우로써 활동한 후, 출가. 법명 오가사와라히오 동생 와카바 시게루 (22) 동생 아카츠키 에이코 (28)  |
| 사쿠라 히사코     | 3월 15일  | 히로시마현 히로시마시 나카구 | 세이카고등여학교               | 요시노산에서 감상하고 감동했던 벚꽃이랑, 오쿠라 백인일수의 紀友則의 구절을 맞춤                        | 칸짱                               | 여역 | 1940년   | 사쿠라 히사코 (桜緋紗子)로 개명. 배우로써 활동한 후, 출가. 법명 오가사와라히오 동생 와카바 시게루 (22) 동생 아카츠키 에이코 (28)  |
| 園芙蓉            |           |                              |                                | |                                    |      | 1932년   | |
| 소노 후요         |           |                              |                                | |                                    |      | 1932년   | |
| 島津瑠璃子        | 10월 28일 |                              |                                | |                                    |      | 1932년   | |
| 시마즈 루리코     | 10월 28일 |                              |                                | |                                    |      | 1932년   | |
| 月影笙子          | 1월 17일  | 도치기현                     |                                | | 토키와상                           | 남역 | 1941년   | |
| 츠키카게 쇼코     | 1월 17일  | 도치기현                     |                                | | 토키와상                           | 남역 | 1941년   | |
| 瀧はやみ          | 10월 2일  | 아이치현 나고야시            |                                | |                                    |      | 1933년   | 1933년 7월 10일, 재단 중 사망 |
| 타키 하야미       | 10월 2일  | 아이치현 나고야시            |                                | |                                    |      | 1933년   | 1933년 7월 10일, 재단 중 사망 |
| 山川美和子        |           |                              |                                | |                                    |      | 1932년   | |
| 야마카와 미와코   |           |                              |                                | |                                    |      | 1932년   | |
| 山鳥りか子        | 9월 21일  |                              |                                | |                                    |      | 1934년   | |
| 야마도리 리카코   | 9월 21일  |                              |                                | |                                    |      | 1934년   | |